# アリ・ファザル
アリ・ファザル（Ali Fazal、1986年10月15日 - ）は、インドのボリウッドで活動する俳優、モデル。

## 生い立ち
ファザルはラクナウの出身で、一族はイラーハーバード出身である。ガンジス川に近い村で幼少期を過ごした。父モハマド・ラフィークは中東の商社で働いていた。両親は別居していたため母方の祖父母の元で育ち、ファザルが18歳の時に両親は離婚した。ラクナウのラ・マルティニエール・カレッジとデヘラードゥーンのドゥーン・スクールで教育を受けた。
2004年に学校の演劇活動に加わり、『テンペスト』の道化師トリンキュロー役に起用された。後にムンバイのセント・ザバーズ大学経済学部を卒業している。

## キャリア

### 2008年 - 2011年

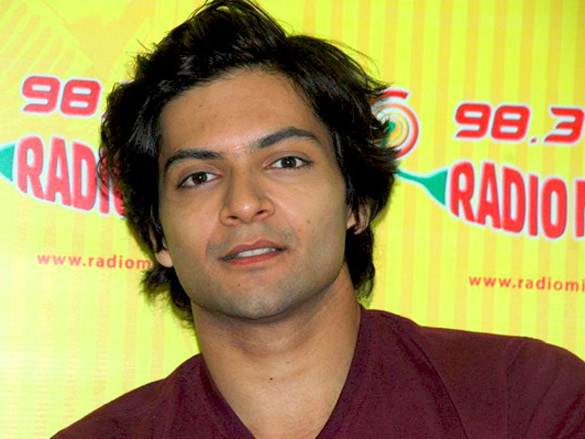
『Always Kabhi Kabhi』プロモーション活動中のアリ・ファザル（2011年）

2008年に『The Other End of the Line』で俳優デビューしたが、同作は興行的な失敗に終わっている。2009年8月にはテレビシリーズ『Bollywood Hero』でモンティ・カプール役を演じた。大学の2回生の時に舞台演劇に出演し、彼の演技を見たサイード・アクタル・ミルザの目に留まり、『Ek Tho Chance』に起用された。同作は第14回ケララ国際映画祭でプレミア上映が行われた。同年12月にはラージクマール・ヒラーニの『きっと、うまくいく』に出演した。ファザルはプリトヴィ劇場の舞台演劇に出演した際に『きっと、うまくいく』の製作スタッフの目に留まり、ヒラーニに紹介された。同作ではアーミル・カーン、カリーナ・カプール、R・マーダヴァン、シャルマン・ジョーシーと共演した。同作は興行収入46億ルピーを記録するヒット作となり、当時のボリウッド映画歴代興行成績第1位となった。
2011年にシャー・ルク・カーンがプロデュースした『Always Kabhi Kabhi』で主演を務めた。同作ではジセリ・モンテイロと共演し、役作りのために体重を15キログラム減量した。同作は批評家から酷評されたものの、興行的には成功を収めた。コイモイのコマル・ナータはファザルの演技を高く評価しており、ザ・タイムズ・オブ・インディアのガウラヴ・マラニもファザルを「最高のキャスト」と評価している。しかし、ファザル自身は同作への出演をキャリアの中で好ましくないものと位置付けている。

### 2013年以降

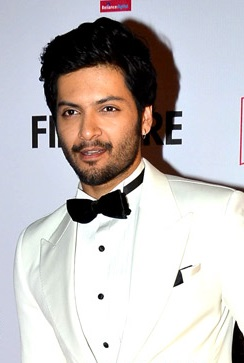
フィルムフェア賞授賞式に出席するアリ・ファザル（2014年）

2013年にムリグディープ・シン・ランバーの『フックレー ないない尽くしの男たち』でミュージシャンのザファル役を演じた。ファザルの演技について、Rediff.comのニシ・ティワーリーは「パッとしない印象」、ニューデリー・テレビジョンのサイバル・チャテルジーは「薄っぺらいキャラクター」と批評している。同年10月に『間違いの喜劇』をパロディ化した『Baat Bann Gayi』に出演し、シンガポール出身の有名小説家カビールとギャングのボスのラーシヤー・ビハーリーの2役を演じた。同作は批評家から酷評され興行的にも失敗したが、ファザルの演技は高く評価されている。インディア・トゥデイのファヒーム・ルハニは「成長が楽しみな次世代の才能」、ザ・タイムズ・オブ・インディアはファザルがキャストの中で「際立った存在」と批評している。
2014年に『Bobby Jasoos』でヴィディヤー・バーランと共演した。当初、ファザルは「何も演じることがない」として出演を拒否していたが、ヴィディヤーとの「一風変わったロマンス」を演じると知り出演を決めた。ファザルは探偵を志す女性を助けるテレビキャスター役を演じ、批評家から高い評価を得た。ボリウッド・ハンガマのタラン・アダルシュは「ヴィディヤーのようなパワフルな女優と共演しても、アリはその存在を素晴らしい演技で感じさせてくれた」と批評している。同年10月には『Sonali Cable』でリア・チャクラボルティーと共演し、初めてロマンス・ソングシークエンスを演じた。ファザルの演技は「型にはまった役」として批判された。コイモイのモハル・バスは「アリ・ファザルは彼の持つ才能にさえ近付いていません。彼は良い可能性を秘めているが、この映画はそれを引き出すことが出来ていません」、ザ・タイムズ・オブ・インディアのレヌーカ・ヴィヤヴァハレは「アリ・ファザルは彼の役に好感を抱いていた」と批評している。両作とも批評家から酷評され、興行的にも失敗している。
2015年に『Khamoshiyan』でアルコール依存症の小説家カビール役を演じた。ファザルの演技は絶賛されたものの、映画は興行的に失敗している。ボリウッド・ハンガマは「彼は労せずに顔の中に存在する幅広い感情を表現していた」、ザ・ヒンドゥーのアルジュン・クマールは「効果的なスクリーンプレゼンスを持つ自然体の俳優」と批評している。同時期にアメリカ合衆国のテレビシリーズ『HOMELAND』のオファーを受けていたが『Khamoshiyan』の撮影に専念するため辞退しており、『HOMELAND』にはニムラト・カウルが代わりに起用された。また、この年には『ワイルド・スピード SKY MISSION』に出演してハリウッドデビューしている。ファザルの演技について、ザ・ヒンドゥーは「アリ・ファザルは一瞬の間にカメオ出演したが、彼の前で一息つく前にスクリーンから姿を消してしまった」と批評している。ファザルは3シーンのみの登場だったが、ボリウッド・ハンガマのスバーシュ・K・ジャーはそれらのシーンを「楽しいシーンだった」と述べる一方、「それらのシーンは友人ラムゼーの物語の一部と見做さなければならない」と批評している。同年にはインド・アメリカ合作の『For Here Or To Go?』に出演した。同作は故郷を離れて暮らすインド人移民を題材にしており、複数の国際映画祭で上映された。また、Yフィルムズ製作のウェブシリーズ『Bang Baaja Baaraat』でも主演を務めている。
2016年にアーナンド・L・ラーイがプロデュースした『Happy Bhag Jayegi』でアバイ・デーオール、ダイアナ・ペンティと共演し、同作は批評的・興行的な成功を収めた。2017年に『ヴィクトリア女王 最期の秘密』でジュディ・デンチと共演し、ヴィクトリア女王の従僕アブドゥル・カリム役を演じた。同年12月には『フックレー ないない尽くしの男たち』の続編『Fukrey Returns』、2018年には『Happy Bhag Jayegi』の続編『Happy Phirr Bhag Jayegi』に出演した。2019年にはティグマーンシュ・ドゥーリアの『Milan Talkies』でシュラッダー・シュリーナートと共演した。

## 人物
2014年にザ・タイムズ・オブ・インディアの「最も好ましい男性」の一人に選出され、2019年にはボリウッド映画ジャーナリスト賞のインダストリー・トレンドセッター賞を受賞した。
2015年にニューデリー・テレビジョンとフォーティス・ヘルスケア共同開催のイベントに出演し、癌に関する意識向上を訴え、闘病中の児童のための資金を集めた。また、トーチ・ライナーと共にミュージカル・コンサートを開催し、2015年5月ネパール地震の義援金を集めた。
2016年に『フックレー ないない尽くしの男たち』で共演したリチャー・チャッダーとの交際を公表した。2人は2020年4月に結婚式を挙げることを発表していたが、新型コロナウイルスの流行に伴い2021年に延期された。

## フィルモグラフィー

### 映画

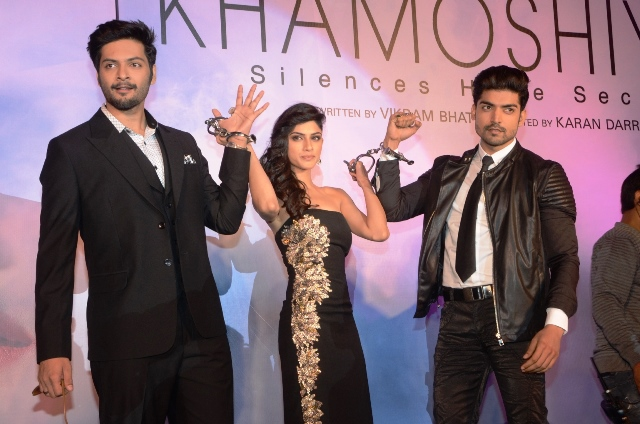
『Khamoshiyan』のイベントに出席するアリ・ファザル、サプナ・パビ、グルミート・チョーダリー（2015年）

- The Other End of the Line（2008年）[10]
- Ek Tho Chance（2009年）[3]
- きっと、うまくいく（2009年）[53]
- Always Kabhi Kabhi（2011年）[54]
- According to Plan A（2012年）
- フックレー ないない尽くしの男たち（英語版）（2013年）[55]
- Baat Bann Gayi（2013年）[56]
- Bobby Jasoos（2014年）[57]
- Sonali Cable（2014年）[58]
- Khamoshiyan（2015年）[59]
- ワイルド・スピード SKY MISSION（2015年）[60][61]
- Cheers（2015年）[62]
- For Here Or To Go?（2015年）[42][63]
- Pyaar Manga Hai（2016年）
- Happy Bhag Jayegi（2016年）[64]
- ヴィクトリア女王 最期の秘密（2017年）[45]
- Fukrey Returns（2017年）
- Milan Talkies（2019年）[46]
- Prassthanam（2019年）
- House Arrest（2019年）[65]
- ナイル殺人事件（2022年）

### テレビシリーズ
- Bollywood Hero（2009年）
- Arranged Marriage（2020年）

### ウェブシリーズ
- Bang Baaja Baaraat（2015年）[66]
- Sex Chat with Pappu & Papa（2016年）
- Mirzapur（2018年）